# Калеб од Аксума
Калеб је био краљ Краљевства Аксум , који је владао у првој половини 6. века, вероватно од 514. до 530. године. Под њим је Аксумско краљевство, као хришћански савезник Византијског царства, било на врхунцу своје моћи.
Око 520. године, на захтев цара Јустина I, направио је поход на јеменску државу Химијарита, чији је владар Ду Нувас прогонио хришћане. Током тог похода ослобођен је и град Најран, који се помиње у житију епископа Григорија омиритског.
Калебово име се различито наводи у различитим изворима. Његово престоно име Ела-Атсбиха (Ела-Асбаха) преноси се кроз грчке изворе као старогрчко. Ελεσβοας код Јована Малале, старогрчког. Ελλησθεαιος код Прокопија из Цезареје, старогрчки. Ελλατζβαας у Космас Индицоплеустес; Постоје и друге опције. У савременим студијама, облик Калеб је чешћи, који датира из етиопског превода „Дела Арета“.
Православна црква 6. новембра прославља успомену на блаженопочившег пустињака Елзевоја Етиопског.